# Новозлатопільська сільська рада (Розівський район)
Новозлатопільська сільська рада (до 2016 року — Пролетарська) — орган місцевого самоврядування у Розівському районі Запорізької області. Адміністративний центр — село Новозлатопіль.

## Населені пункти
Сільській раді підпорядковані села:
- Зеленопіль
- Маринопіль
- Надійне
- Новозлатопіль

## Склад ради
Рада складається з 12 депутатів та голови.
Партійний склад ради: політична партія «Опозиційний блок» — 7, Самовисування — 4, одне місце вакантне.

### Керівний склад ради
| ПІБ                               | Основні відомості                                                                          | Дата обрання | Дата звільнення |
| --------------------------------- | ------------------------------------------------------------------------------------------ | ------------ | --------------- |
| Миргородський Валентин Васильович | Сільський голова, 1956 року народження, освіта, член Соціал — демократичної партії України | 26.03.2006   | 31.10.2010      |
| Ремига Сергій Володимирович       | Сільський голова, 1967 року народження, освіта вища                                        | 25.10.2015   |                 |

Примітка: таблиця складена за даними джерела